# Abus sexuels dans la congrégation des Salésiens
Les abus sexuels dans la  congrégation des Salésiens désignent les sévices sexuels commis au sein de cette institution par certains de ses clercs et agents pastoraux.

## Historique
En janvier 2011, Jos Claes, supérieur des Salésiens de la province de Belgique-nord regroupant la Flandre et les Pays-Bas, présente ses excuses aux victimes d’abus commis par son ordre.

## Affaires médiatisées

### Australie
Le prêtre salésien Frank De Dood a agressé sexuellement quatre  enfants au sein du collège salésien Rupertswood, à Sunbury et un autre  garçon dans une résidence salésienne à Oakleigh, banlieue de Melbourne dans le Victoria. En 2017, il est condamné à vingt mois de prison .

### Belgique
En 2019, le prêtre belge Luk Delft, religieux salésien et secrétaire nationale de l’ONG Caritas Internationalis en République centrafricaine, est accusé d'agressions sexuelles à Bangui. Il a déjà été condamné en 2012 en Belgique pour abus sur mineur,. Il est condamné en juin 2023,  à trente mois de prison, dont vingt mois avec sursis pour le viol de deux garçons en Belgique. Par contre, le viol d’un mineur en République centrafricaine n'est pas acté par le tribunal .
Le pape François annonce le 29 mai 2022 que l'évêque salésien Luc Van Looy sera promu cardinal. Le 16 juin 2022, Luc Van Looy refuse cette nomination en raison des critiques liées à sa passivité lors de révélations des abus sexuels sur mineurs commis par des ecclésiastiques dans son diocèse et au sein de son ordre, les Salésiens de Don Bosco (deux prêtres suspectés d'avoir fait des centaines de jeunes victimes en Afrique centrale),.

### Espagne
En 2019, en Espagne, des centaines de manifestants à Bilbao ont contesté la prescription des agressions sur des dizaines d’enfants âgés de 6 à 12 ans, entre 1975 et 1990, d'un ancien professeur de l’école des Salésiens.

### France
En septembre 2001, l'évêque salésien français Pierre Pican est condamné à trois mois de prison avec sursis pour ne pas avoir signalé à la justice les agissements de l'abbé René Bissey. Il est le premier évêque français à être condamné pour non-dénonciation d'actes de pédophilie.

### Suisse
Le Collège de la Longeraie, à Morges dans le canton de Vaud, ouvre en 1912 et il ferme en 1980. Géré par l'ordre des salésiens de Don Bosco, le collège fait l'objet de plusieurs signalements d’abus sexuels commis au début des années 1970 par des salésiens,.

### Timor oriental
En 2002, sont révélées les premières accusations de pédophilie à l'encontre de l'évêque salésien Carlos Filipe Ximenes Belo, administrateur apostolique de Dili capitale du Timor oriental et prix Nobel de la paix en 1996. Jean-Paul II accepte sa démission, officiellement à la suite de problèmes de santé. En 2022, il est accusé dans une enquête de l’hebdomadaire néerlandais De Groene Amsterdammer de violences sexuelles sur des garçons mineurs pendant une vingtaine d’années; il est sanctionné par le Vatican depuis septembre 2020. ces sanctions sont acceptées par Ximenes Belo,.